# Бутко Микола Петрович
Мико́ла Петро́вич Бутко́ (7 листопада 1947 , Крути, Чернігівська область ) — радянський та український державний та освітній діяч, економіст.
Голова Чернігівської обласної державної адміністрації (серпень 1999 — листопад 2002).
Завідувач кафедри менеджменту та державної служби Національного університету «Чернігівська політехніка» з 2004 року.

## Біографія
Народився 7 листопада 1947 року в селі Крути Чернігівської області в сім'ї колгоспників Петра Семеновича (1927—1988) та Ганни Петрівни (1927—1980).
В 1965 році закінчив Чернівецький фінансовий технікум за спеціальністю «фінансист», в 1971 — Київський інститут народного господарства за спеціальністю «економіст».
Серпень 1965 — липень 1970 — інспектор, старший інспектор районної інспекції Держстраху (місто Бобровиця Чернігівської області); інспектор, старший інспектор-інженер Управління Держстраху (місто Чернігів).
Серпень 1970 — листопад 1971 — економіст, головний бухгалтер контори громадського харчування, село Шушенське Красноярського краю.
Листопад 1971 — листопад 1972 — служба в армії, Читинська область.
Листопад 1972 — вересень 1973 — заступник головного бухгалтера БУ, село Шушенське Красноярського краю.
Вересень 1973 — квітень 1974 — начальник районної інспекції Держстраху, місто Чернігів.
Квітень — жовтень 1974 — голова Чернігівської районної планової комісії.
Жовтень 1974 — квітень 1982 — начальник відділу, заступник голови Чернігівської обласної планової комісії.
Травень 1982 — вересень 1985 — головний економіст, заступник генерального директора, вересень 1985 — березень 1988 — секретар парткому ВО «Чернігівський завод радіоприладів».
Березень 1988 — січень 1989 — завідувач промислово-транспортного відділу Чернігівського обкому КПУ.
Січень 1989 — серпень 1990 — заступник генерального директора, серпень 1990 — липень 1994 — генеральний директор ВО «Чернігівський завод радіоприладів».
В 1992 закінчив Академію народного господарства при Уряді Російської Федерації (Москва) за спеціальністю «менеджер вищої кваліфікації», в 1993 — Тулузьку бізнес-школу за спеціальністю «менеджер». В 1997 році захистив кандидатську дисертацію «Соціально-економічні перспективи розвитку продуктивних сил Чернігівської області в умовах формування ринкових відносин» на базі Ради по вивченню продуктивних сил України НАН України.
Липень 1994 — серпень 1995 — перший заступник голови облради з виконавчої роботи, голова комітету економіки Чернігівської обласної ради народних депутатів.
Серпень 1995 — серпень 1999 — перший заступник голови, начальник управління з питань економіки, 12 серпня 1999 — 13 листопада 2002 — голова Чернігівської обласної державної адміністрації.
Член Ради НБУ (жовтень 2000 — січень 2003).
В 2003 році захистив докторську дисертацію «Регіональні особливості економічних трансформацій в перехідній економіці».
Радник Президента України (квітень 2005 — жовтень 2006 (поза штатом), березень — листопад 2007).
З 2004 — професор, завідувач кафедри менеджменту та державної служби Національного університету «Чернігівська політехніка», голова спеціалізованої вченої ради із захисту кандидатських дисертаційних робіт.
Член Спілки економістів України (з 1994). Академік Академії економічних наук України (січень 1998), Інженерної академії України (березень 2001).
Заслужений економіст України (1997). Почесна грамота Кабінету Міністрів України (серпень 2001).
Державний службовець 1-го рангу (вересень 1999).
Автор (співавтор) понад 200 наукових статей, доповідей з регіональної економіки та державного управління, монографій: «Реформи і регіон» (1999), «Чернігівщина: Природа, населення, господарство» (2001, відповідальний редактор), навчального посібника «Управління регіоном» (2001, співавтор), брошури «Проблеми реформування і розвитку аграрного сектора економіки Чернігівщини» (2000). 15 його вихованців захистили дисертації і здобули науковий ступінь кандидата і доктора наук.
Володіє французькою мовою.
Захоплення: зимове купання, збирання і виконання українських пісень, велосипедні прогулянки.

## Конфлікт з Денисовим
В червні 2008 року Микола Бутко разом з діючим ректором Олександром Денисовим були кандидатами на посаду ректора Чернігівського державного технологічного університету. В результаті голосування 26 червня 2008 року Денисов набрав 68,05 % голосів, а Бутко — 30,17 %. Конкурсна комісія рекомендувала до призначення ректором Бутка, але в результаті 22 липня контракт з Денисовом був продовжений на рік. Вибори ректора супроводжувалися скандалами та взаємними звинуваченнями кандидатів.
У вересні 2008 року розпочалася ревізія вишу обласним контрольно-ревізійним управлінням. Вона встановила, що університет частину грошей, сплачених студентами, спрямовував до комерційної структури — банку «Демарк». Ректор оголосив догану головному бухгалтеру університету Григорію Вершняку та першому проректору Петру Чередниченку. А 23 грудня 2008 року міністр Вакарчук оголосив догану ректору Денисову з вимогою перерахувати всі кошти на рахунок казначейства. Наприкінці лютого 2009 року до Чернігова приїхав представник контрольно-ревізійного відділу міністерства і встановив, що гроші не перераховані. 4 березня 2009 року міністр освіти і науки України Іван Вакарчук розірвав контракт та звільнив Олександра Денисова з посади ректора Чернігівського державного технологічного університету за одноразове грубе порушення трудових обов'язків керівника.
За словами Олександра Денисова, бухгалтер університету Григорій Вершняк та перший проректор Петро Чередниченко організували проти нього наклепницьку кампанію за вказівкою його опонента Миколи Бутка. Колишній ректор стверджував, що виявлена перевіркою система оплати навчання існувала в університеті вже 8 років і неодноразово перевірялася КРУ. Микола Бутко та Григорій Вершняк звинувачення відкидали. Бутко подав до суду на Денисова для захисту честі, гідності і ділової репутації, проте справу програв.
27 квітня 2010 року відбулися вибори ректора, у яких взяли участь Петро Чередніченко, Микола Бутко і Сергій Шкарлет. Останній отримав 111 голосів із 175 і став новим ректором ЧДТУ.

## Сім'я
- дружина Лариса Анатоліївна (нар. 1947) — заступник начальника головного управління економіки Чернігівської обласної державної адміністрації
- син Ігор (нар. 1968) — військовослужбовець Збройних сил України
- дочка Тетяна (нар. 1975) — працівник банку